# 송진형
송진형(宋珍炯, 1987년 8월 13일 부산광역시 ~ )은 대한민국의 전 축구 선수로서 포지션은 미드필더였다. 날카롭고 예리한 오른발 프리킥 슈팅으로 골문을 노리기 때문에 '오른발 스페셜리스트'라는 별명을 얻었다. 또한 수려한 외모로 여성팬들에게 큰 인기를 끌었다.

## 클럽 경력
송진형은 2003년 FC 서울에 입단하여 K리그에 데뷔했으나 5년 동안 리그컵을 포함하여 20경기를 뛰는데 그쳤다. 그는 2008년 1월에 오스트레일리아 A-리그의 뉴캐슬 유나이티드 제츠 FC로 이적하였으며 2007-08 시즌에서 팀의 리그 결승전 진출과 우승에 공헌하였다.
2010년 프랑스 리그 2의 투르 FC로 이적하였으며 이적 후 첫 시즌 팀의 핵심 선수로 활약하였으나 감독이 교체된 이후 출전 기회가 줄어들자 2012년 1월 자신에게 끈질긴 구애를 보내던 제주 유나이티드로 이적하여 국내로 복귀하였다.
2016년 9월 UAE 1부 리그 샤르자 FC로 이적하였다.
2017년 7월 FC 서울로 복귀 했고, 2020 시즌을 끝으로 은퇴하여 개인 사업 중이다.

## 국가대표팀 경력
2012년 8월 10일 발표된 잠비아와의 A매치 소집 명단에 포함되었다. 그는 후반 15분 김정우와 교체되어 데뷔전을 가졌다.
2014년 1월 2일 홍명보 감독과 함께 1월 브라질-미국 전지훈련에 참가할 23인의 명단에 발탁된 후 1월 26일 코스타리카전에서 후반 45분 교체 출전했고 1월 30일 멕시코전에는 후반 31분 교체 출전하였다.

## 플레이 스타일
송진형은 중원에서 볼을 다루는 기술이 탁월하고 폭넓은 시야와 양발을 바탕으로 한 날카롭고 정확한 패싱력을 자랑하며 위력적인 프리킥을 선보인다.

## 그 외
송진형은 2008년 3월 3일 독일 스포츠 브랜드 푸마와 2009년까지 2년간 후원 계약을 맺었다.

## 경력 상세
- 2003년 ~ 2007년  FC 서울
- 2008년 ~ 2009년  뉴캐슬 유나이티드 제츠 FC
- 2010년 ~ 2012년  투르 FC
- 2012년 ~ 2016년  제주 유나이티드 FC
- 2016년  샤르자 FC
- 2017년 ~ 2020년  FC 서울

## 수상

### 클럽

#### FC 서울
- 리그컵 우승 1회 (2006)

#### 뉴캐슬 유나이티드 제츠 FC
- A리그 우승 1회 (2007-08 시즌)

## 참고 자료
- 와이드인터뷰 - '10년만에 서울 복귀' 송진형이 꿈꾸는 행복한 시간